# Agustina Barroso
Pour les articles homonymes, voir Barroso.
Agustina "Agus" Barroso Basualdo, née le 20 mai 1993 à Tandil, est une footballeuse internationale argentine qui évolue au poste de défenseure centrale à l'UDG Tenerife et en faveur de l'équipe nationale féminine d'Argentine.

## Biographie

### Carrière en club
Barroso joue en faveur de l'UAI Urquiza, Ferroviária au Brésil, puis avec les Fylde Ladies en Angleterre. Elle joue ensuite avec le Grêmio Osasco Audax au Brésil, Corinthians au Brésil, et enfin le Madrid CFF en Espagne.

### Carrière internationale
Barroso représente l'Argentine lors de la Coupe du monde des moins de 20 ans 2012.
Au niveau senior, elle participe à deux éditions des Jeux panaméricains (2011 et 2015), et à deux éditions de la Copa América Femenina (2014 et 2018).
En 2019, elle fait partie des 23 joueuses argentines retenues afin de participer à la Coupe du monde organisée en France.

## Palmarès

### Club
UAI Urquiza
- Vainqueur du Torneo Clausura en 2012
- Vainqueur du Torneo Final en 2014

Corinthians
- Vainqueur de la Copa Libertadores Femenina en 2017

### Sélection
Argentine
- Médaille d'argent lors des Jeux panaméricains de 2011